# Mohammad Shahid
Mohammad Shahid (Varanasi, 14 april 1960 - Gurgaon, 20 juli 2016) was een hockeyer uit India.
Shahid won met de Indiase ploeg de gouden medaille tijdens de Olympische Spelen 1980 in Moskou.
Shahid eindigde tijdens het wereldkampioenschap 1982 in eigen land als vijfde. Tijdens de Aziatische Spelen later dat jaar verloor Shahid de finale van de aartsrivaal Pakistan.
Tijdens de Olympische Spelen 1984 eindigde Shahid met zijn ploeggenoten als vijfde.
Shahid behaalde tijdens de Aziatische Spelen 1986 de bronzen medaille.
Twee jaar later tijdens de Olympische Spelen 1988 eindigde de Indiase ploeg als zesde.

## Erelijst
- 1980 –  Olympische Spelen in Moskou
- 1982 – 5e Wereldkampioenschap in Bombay
- 1982 -  Champions Trophy mannen in Amstelveen
- 1982 –  Aziatische Spelen in New Delhi
- 1984 – 5e Olympische Spelen in Los Angeles
- 1985 - 6e Champions Trophy mannen in Perth
- 1986 - 5e Champions Trophy mannen in Karachi
- 1986 –  Aziatische Spelen in Seoel
- 1986 – 12e Wereldkampioenschap in Londen
- 1988 – 6e Olympische Spelen in Seoel